# Lightning Returns: Final Fantasy XIII
Lightning Returns: Final Fantasy XIII est un jeu vidéo de rôle développé et édité par l'entreprise japonaise Square Enix sur PlayStation 3 et Xbox 360. Il fait suite à Final Fantasy XIII-2 et poursuit l'aventure de l'héroïne, Lightning. La première bande annonce du jeu est dévoilée à la Jump Festa, le 22 décembre 2012.
Le jeu est sorti le 21 novembre 2013 au Japon, le 11 février 2014 en Amérique du Nord, et le 14 février 2014 en Europe.

## Trame

### Personnages
Personnages principaux :
- Lightning (ライトニング, Raitoningu?), est le protagoniste de ce nouveau chapitre ayant pour objectif d'éviter la fin du monde, le tout en moins de treize jours[1]. Tout au long du jeu, elle sera perturbée par un sentiment de manque, qu'elle essayera de combler.
- Lumina (ルミナ, Rumina), est une mystérieuse jeune fille qui paraît en savoir beaucoup sur Lightning et ses compagnons. Elle ressemble étrangement à sa sœur, Serah Farron. Elle passe le plus clair de son temps à suivre Lightning, tentant de semer le doute dans son esprit et la faire douter de ses plus proches compagnons.
- Snow Villiers (スノウ・ヴィリアース, Sunō Viriāsu), ancien compagnon de Lightning et fiancé de sa jeune sœur Serah. Il est le dernier des l'Cie, frappé d'une malédiction qui lui octroie un terrible pouvoir. Bien que son incapacité à protéger Serah l'ait ravagé, il a rempli la fonction d'Intendant de Yusnaan pendant cinq longs siècles et s'est appliqué à protéger la cité et ses habitants alors que le reste du monde s'effondrait.

- Hope Estheim (ホープ・エストハイム, Hōpu Esutohaimu), il veille sur Lightning depuis l'Arche, la guidant et lui offrant des informations essentielles au cours de la mission divine que lui a confiée le tout-puissant Bhunivelze. Étrangement, il est repassé de l'état d'adulte à celui d'adolescent qu'il était lorsque Lightning l'a rencontré pour la première fois.
- Noel Kreiss (ノエル・クライス, Noeru Kuraisu), un jeune homme qui a voyagé aux côtés de Serah et de Mog. Noel se sent responsable de l'imminente destruction du monde, et sa culpabilité le pousse à fuir la société et à se cacher. Il travaille sans relâche pour maintenir l'ordre public tout en restant invisible, ce qui lui a valu le surnom de "Chasseur de l'Ombre".
- Oerba Dia Vanille  (ヲルバ＝ダイア・ヴァニラ, Oruba-Daia Vanira), Il y a quelques années, Vanille et Fang sont sorties de leur sommeil cristallin au cours duquel elles ont soutenu Cocoon. La capacité de Vanille à entendre la voix des morts a poussé l'Ordre du Salut à voir en elle une sainte et à la prendre immédiatement sous son aile.
- Oerba Yun Fang  (ヲルバ＝ユン・ファング, Oruba-Yun Fangu), quelques années ont passé depuis que Fang et Vanille se sont réveillées de leur long sommeil dans le cristal où elles soutenaient Cocoon. Elles ont d'abord été recueillies par l'Ordre, mais Fang n'a pas tardé à s'en aller en laissant Vanille derrière elle. Elle est alors devenue la chef du gang de bandits Monoculus afin de rechercher la Clavis, un trésor sacré qui sommeille dans les Dunes de la mort.

Personnages secondaires :
- Serah Farron (セラ・ファロン, Sera Faron) est la sœur cadette de Lightning. Elle est décédée à la suite de son périple dans le XIII-2, il y a cinq siècles de cela. Elle accompagnait Noel et comptait changer le futur et retrouver sa sœur. Désormais, son âme est devenue la monnaie d'échange de Bhunivelze qui a promis à Lightning qu'en réussissant sa mission de Libératrice, il ferait revenir Serah à la vie et leur accorderai une place dans son nouveau monde. Elle apparaîtra à plusieurs moments dans le jeu pour parler à Lightning, mais sera souvent déçue de la façon dont se comporte sa grande sœur, qui ne semble pas se réjouir de la revoir.
- Sazh Katzroy (サッズ・カッツロイ, Sazzu Kattsuroi) est un ancien compagnon de Lightning, père d'un petit garçon autrefois l'cie nommé Dajh. Depuis 500 ans, il veille sur son fils qui ne se réveille plus depuis que le chaos s'est déversé sur le monde. Il ne sait pas comment le réveiller et a perdu son enthousiasme et sa joie de vivre.
- Caius Ballad (カイアス・バラッド, Kaiasu Baraddo)  est le protagoniste supposé mort dans l'opus précédent. Désormais il vit réfugié avec Yeul dans le temple de la déesse, attendant patiemment la fin du monde.
- Paddra Nsu-Yeul (パドラ＝ヌス・ユール, Padora Nusu-Yūru) est une prophétesse qui ne cesse de mourir et de renaître depuis des siècles. Elle réside dans le temple de la déesse avec Caius, et fait appel à Lightning car elle se sent responsable du mal qui ronge Caius. C'est aussi une amie très proche de Noel, à qui elle manque beaucoup.
- Mog (モーグリ, Mōguri) est l'ancien compagnon et arme de Serah. Attristé par la mort de cette dernière, il a retrouvé ses camarades mogs et ensemble ils se sont installés dans l'épaisse forêt des Terres Sauvages.

### Histoire
L'histoire de Lightning Returns se déroule 500 ans après Final Fantasy XIII-2 dans un monde baptisé Nova Chrysalia, composé de quatre régions totalement nouvelles. Selon les créateurs, le scénario de cette conclusion est directement inspiré de l'horloge de la fin du monde.
Bhunivelze est un dieu ayant confié à Lightning la mission de sauver le plus d'âmes possible en 13 jours, pour les guider vers le nouveau monde qu'il compte mettre en place. Si elle échoue, le monde sera détruit. Elle sera assistée par Hope Estheim, un ami de longue date qui l'aidera à effectuer sa mission. Au cours de sa route sur les différents continents dans lequel elle voyagera, elle rencontrera ses compagnons et sera parfois obligée de les affronter pour les faire revenir à la raison, après qu'ils auront abandonné tout espoir de vivre dans un monde serein depuis les événements de XIII-2. Tout au long du voyage, sa mission sera perturbée par l'étrange Lumina qui semble en savoir beaucoup sur elle et sa sœur...

## Système de jeu
Le système de combat de Lightning Returns est similaire dans le principe de celui de Final Fantasy XIII et XIII-2, basé sur le système Active Time Battle mais reprenant de nombreux éléments du genre Action-RPG.
Dans ce jeu, un seul personnage sera jouable, Lightning. Elle peut désormais courir, sauter, escalader et glisser le long des rampes, ainsi qu’interagir avec les décors. D'autres nouveautés ont été ajoutées telles que le déplacement lors d'un combat ou la configuration de ses attaques en les associant à des touches précises.
Lightning endosse 3 rôles (représentés par différentes tenues personnalisables) durant le combat, chacun possédant sa propre barre ATB, ainsi que ses propres statistiques. Le joueur peut désormais diriger Lightning en se servant du stick gauche de la manette et peut attaquer des parties précises sur le corps des ennemis (il est possible par exemple, d’amputer la queue d'un dragon, le rendant plus vulnérable et l'empêchant d'effectuer certaines attaques).
Une nouveauté dans le gameplay vient faire son apparition, il s'agit des points "PR" (Point Radiance) qui se renouvellent chaque jour ou qui font partie du butin à la fin d'un combat. Ils permettent de réaliser plusieurs actions, qui se débloquent en fur et à mesure, dont une qui est débloquée dès le début du jeu qui s'appelle la Chronostase. Elle permet de figer le temps pendant plusieurs minutes pour permettre à Lightning de gagner du temps. En combat, les points PR servent aussi à déclencher la Chronodilatation qui fige le temps ainsi que les actions de l'ennemi pour permettre au joueur d'augmenter les combos et les dégâts, surtout si l'ennemi se retrouve en état de choc.  Pour finir, il est possible, en cas de défaite contre un ennemi, de fuir le combat en échange de précieuses minutes ingame.
Il n'existe plus de système de Cristariums, présents dans les deux premiers opus. Il n'est possible de gagner de l'expérience et d'augmenter les statistiques de Lightning qu'en accomplissant des quêtes, car même combattre des ennemis ne vous permet plus de gagner de l'expérience.
Le temps s'écoule rapidement dans le jeu, sachant qu'une minute dans le jeu correspond à trois secondes dans le monde réel. Même si cela paraît rapide, il est tout à fait possible de finir le jeu sans utiliser la Chronostase. En fonction de votre avancement dans le jeu, certaines quêtes annexes vont pouvoir être effectuée, alors que d'autres ne seront plus disponibles. Dans le jeu, il existe deux "types" de quêtes. Il y a les quêtes annexes normales que l'on retrouve dans tout RPG, celle que l'on obtient en parlant à un PNJ qui en général se résument à "va chercher/collecter ceci", "attend moi là, tel jour" et "affronte tel nombre d'ennemis". Cependant, il est aussi possible de trouver des quêtes uniquement disponibles à partir du tableau des prières, entretenu par Chocolina. Ce sont des quêtes issues des désirs et souhaits des défunts de chaque lieu où se rend Lightning. Ce système rappelle les quêtes annexes du premier opus, les quêtes des stèles de l'cie sur Gran Pulse.
Autre nouveauté, l'extinction de certaines espèces de monstres dans le jeu. Même s'il ne plus possible de gagner de l'expérience grâce aux combats, il est possible de mettre fin aux espèces du bestiaire du jeu. Dans la plupart des cas, vous trouverez 30 monstres par espèces, sauf exceptions. Une fois les 30 monstres anéantis, il en restera un à battre et lorsque vous l'aurez battu, vous n'aurez plus la chance de croiser cette espèce jusqu'à la fin de la partie.
Concernant Lightning, elle pourra revêtir différentes tenues, obtenues de plusieurs façons (à la fin d'une mission, dans des boutiques...) et les couleurs seront personnalisables. Vous pouvez aussi collecter des petits accessoires appelés ornements dans le jeu, ils n'ajouteront aucun bonus aux statistiques de Lightning, mais peuvent rajouter de l'esthétique à vos tenues. Certaines tenues seront exigées à un moment précis dans le jeu, débloquent différentes "victory poses" et d'autres attireront la curiosité des habitants des lieux que vous visiterez (par exemple, grâce à la tenue "Miqo'te", Lightning sera suivie par les nombreux animaux qui peuplent les Terres Sauvages ou Yusnaan. En combattant avec "Reine Mog", certaines lignes de dialogue de Lightning changeront..)